# Боакомен
Боакомен (фр. Boiscommun) насеље је и општина у централној Француској у региону Центар (регион), у департману Лоаре која припада префектури Питивје.
По подацима из 2011. године у општини је живело 1140 становника, а густина насељености је износила 70,98 становника/km². Општина се простире на површини од 16,06 km². Налази се на средњој надморској висини од n. c. метара (максималној 147 m, а минималној 108 m).

## Демографија
| 1962. | 1968. | 1975. | 1982. | 1990. | 1999. | 2011. |
| ----- | ----- | ----- | ----- | ----- | ----- | ----- |
| 905   | 873   | 841   | 807   | 923   | 1.045 | 1.140 |

График промене броја становника у току последњих година